# Бучка
Бучка е река в Северозападна България, ляв приток на Огоста.
Извира от Веренишкото бърдо под село Долна Вереница. По течението на реката се намират селата Войници и Студено буче. В нея се вливат река Буковец, в долния край на с. Студено буче и Кошарнишка река, вливаща се на стотина метра над пътя Монтана-Лом. В нея се вливат и няколко малки поточета като „Ягодник“, „Долна вода“ и „Стублата“. До с. Студено буче реката през летните месеци силно намалява, но непосредствено над селото тя се подхранва от мощни подпочвени води, извиращи от подножието на баира „Сечен камък“ и дебитът е добър и постоянен. Дължината на реката е около 15 км. На около един километър от с.Ерден се влива в Огоста.
В нея се въдят няколко вида риби като черна мряна, кротушка, виюн, таранка, слънчеви риби и речен кефал (клен).
Реката е сравнително чиста и незамърсена.